# Montferrand, Aude

Montferrand este o comună în departamentul Aude din sudul Franței. În 1 ianuarie 2022 avea o populație de 648 de locuitori.
Locuitorii săi sunt numiți Montferrandais.

## Geografie

### Așezare
Locație comună în Lauragais pe canalul câmpiei. Este o comună învecinată cu departamentul Haute-Garonne. Este în comună pragul lui Naurouze.